# George Cole
George Edward Cole (Londen, 22 april 1925 – Reading, 5 augustus 2015) was een Brits acteur.

## Levensloop en carrière
Al op zijn zestiende debuteerde Cole in een film: Cottage to Let (1941). In 1943 speelde hij in The Demi-Paradise met Laurence Olivier. In 1963 speelde hij mee in het epos Cleopatra met Elizabeth Taylor en Richard Burton. In 1976 was hij opnieuw te zien met Taylor in The Blue Bird. In de jaren 90 speelde Cole mee in Mary Reilly (1996). In 2003 was hij te zien in Midsomer Murders. In 2015 trad hij nog op in de horrorfilm Road Rage. De acteur had er intussen een filmcarrière opzitten van bijna 75 jaar. 
George Cole overleed in 2015 op 90-jarige leeftijd.

## Filmografie (selectie)
- Cottage to Let (1941)
- Those Kids from Town (1942)
- The Demi-Paradise (1943)
- Henry V (1944)
- Journey Together (1946)
- My Brother's Keeper (1948)
- Quartet (1948)
- The Spider and the Fly (1949)
- The Happiest Days of Your Life (1950)
- Gone to Earth (1950)
- Morning Departure (1950)
- Laughter in Paradise (1951)
- Flesh & Blood (1951)
- Lady Godiva Rides Again (1951)
- Scrooge (1951)
- The Happy Family (1952)
- The Wild Heart (1952)
- Who Goes There! (1952)
- Top Secret (1952)
- Folly to Be Wise (1953)
- Our Girl Friday (1953)
- Will Any Gentleman...? (1953)
- The Intruder (1953)
- The Clue of the Missing Ape (1953)
- The Belles of St Trinian's (1954)
- An Inspector Calls (1954)
- Happy Ever After (1954)
- Where There's a Will (1955)
- A Prize of Gold (1955)
- The Constant Husband (1955)
- The Adventures of Quentin Durward (1955)
- It's a Wonderful World (1956)
- The Green Man (1956)
- The Weapon (1956)
- Blue Murder at St Trinian's (1957)
- Too Many Crooks (1959)
- The Bridal Path (1959)
- Don't Panic Chaps! (1959)
- The Bridal Path (1959)
- The Pure Hell of St Trinian's (1960)
- The Anatomist (1961)
- Dr. Syn, Alias the Scarecrow (1963)
- Cleopatra (1963)
- One Way Pendulum (1964)
- The Great St Trinian's Train Robbery (1966)
- The Caramel Crisis (1966)
- The Green Shoes (1968)
- The Vampire Lovers (1970)
- Fright (1971)
- Take Me High (1973)
- The Blue Bird (1976)
- The Sweeney (1976)
- Deadline Auto Theft (1983)
- Minder on the Orient Express (1985) (TV)
- The End of Innocence (1990)
- Root Into Europe (1996)
- Mary Reilly (1996)
- The Ghost of Greville Lodge (2000)
- Midsomer Murders (2008)
- Road Rage (2015)